# Walter Bappert
Walter Bappert (* 5. August 1894 in Ludwigshafen am Rhein; † 19. Februar 1985 in Freiburg im Breisgau) war ein deutscher Verlagsrechtler.

## Leben
Walter Bappert studierte von 1912 bis 1914 in Innsbruck zunächst Philosophie und Katholische Theologie. 1914 trat er dem 1. Badisches Leib-Dragoner-Regiment Nr. 20 in Karlsruhe bei; 1915 wurde er in Kurland verletzt. 1918 wurde er in Frankreich schwer verletzt; im Range eines Leutnants wurde er mit dem Eisernen Kreuz I. Klasse ausgezeichnet.
Nach Kriegsende studierte er von 1919 bis 1922 Rechts- und Volkswirtschaft an den Universitäten in Freiburg und Berlin. Bereits 1921 wurde er in Freiburg bei dem Nationalökonomen Karl Diehl mit der Arbeit „Die Kriegsgewinnbesteuerung Deutschlands und des Auslandes“ zum Dr. rer. pol. promoviert. 1922 legte er die erste juristische Staatsprüfung, 1924 die zweite juristische Staatsprüfung ab. Ab 1924 war er zunächst in Staufen im Breisgau, ab 1928 in Freiburg im Breisgau als Rechtsanwalt, ab 1935 zusammen mit Otto Rappenecker, tätig. Bappert war Urmitglied der K.D.St.V. Hohenstaufen Freiburg im Breisgau und der K.D.St.V. Bavaria Berlin, beide im CV.
Walter Bappert wurde 1932 Justitiar beim Freiburger Herder-Verlag und hatte als Vertreter eines katholischen Verlagshauses zunehmend mit Repressalie der Nationalsozialisten zu tun; das Amt Rosenberg stufte viele Titel als nicht empfehlenswert ein, über 50 Titel wurden verboten.
Walter Bappert gehörte als Militär des Ersten Weltkrieges dem Freiburger Reit- und Fahrsportverein an, das in Folge der nationalsozialistischen Gleichschaltung zum NS-Reiterkorps und ab 1935 zur Reiter-SA mit Zwangsrekrutierung aller Mitglieder umgewandelt wurde. Nach einem "Reitunfall" 1936 nutzte Bappert die Möglichkeit einen Austritt plausibel zu machen.
1937 übernahm Bappert den Vorsitz der Caritas in Freiburg. Zudem wurde er am 15. April 1937 von Erzbischof Conrad Gröber zum Advocatus beim Erzbischöflichen Offizialat berufen, um Geistliche als Strafverteidiger vor den NS-Sondergerichten zu vertreten. Bis 1943 musste Bappert Tätigkeitsberichte der Justizverwaltung Karlsruhe zustellen und stand unter Beobachtung des NS-Fachschaftsleiters in Freiburg.
Nach Kriegsende wurde er 1946 Justitiar des Börsenvereins des Deutschen Buchhandels in Baden-Baden (Französische Besatzungszone). 1949 wurde er Mitglied des Rechts- und Urheberausschusses des Zusammenschlusses des Börsenvereins des Buchhandels und der Verleger in Frankfurt am Main. Aus seiner Freiburger Kanzlei entwickelte sich später die Kanzlei Friedrich Graf von Westphalen & Partner.
Bappert publizierte zahlreiche Fachartikel zum Verlags- und Urheberrecht. Er war Autor und Herausgeber des Standardwerkes „Rechtsfragen des Buchhandels“ (1951). Mit seinem „Kommentar zum Verlagsgesetz“ (1952) initiierte er eine Reformierung des Verlagsrechts in Deutschland, Österreich und Schweiz. Zusammen mit Theodor Maunz veröffentlichte er 1952 das „Handbuch zum Verlagsgesetz“; mit Egon Wagner veröffentlichte er 1956 einen „Kommentar zum internationalen Urheberrecht“. 1962 legte er das vielbeachtete rechtshistorische Werk „Wege zum Urheberrecht“ vor.
1954 wurde er von Kardinal-Großmeister Nicola Kardinal Canali zum Ritter des Ritterordens vom Heiligen Grab zu Jerusalem ernannt und am 9. Mai 1954 im Freiburger Münster durch Lorenz Jaeger, Großprior der deutschen Statthalterei, investiert.
Er war seit Schultagen persönlich befreundet mit Albert Schmitt OSB, Abt in Grüssau und Wimpfen. Er wurde von der Landesregierung von Baden-Württemberg zum Professor ernannt.
Er war verheiratet mit Therese, geb. Schikorski; aus der Ehe stammte die Kunsthistorikerin Inge Habig (1923–2022).